# لويس إم. نورتن
لويس إم. نورتن (بالإنجليزية: Lewis M. Norton)‏ هو مهندس أمريكي، ولد في 1855، وتوفي في 1893.